# Kurdisk (sprog)
 For alternative betydninger, se Kurdisk. (Se også artikler, som begynder med Kurdisk)
Kurdisk (kirmancî/kurdî) er navnet på et sprog, der tales i Irak, Tyrkiet, Syrien, Iran og Armenien. Kurdisk er nært beslægtet med persisk og hører til den iranske gren af det indoeuropæiske sprog.
Kurdisk er et mindretalssprog i alle de stater, hvor det tales, og flere steder er sproget ligefrem undertrykt.
De to største kurdiske dialekter er kurmanji og sorani, men der er flere lokale dialekter, heriblandt enkelte, som f.eks. zazaki, der tales af nogle få i Nordkurdistan (i og omkring Dersim) og Midtkurdistan. Der er mange flere dialekter, deriblandt nogle gamle og stort set uddøde.

## Dialekter
| Nord Central Syd | Zazaki Gorani blandede områder |

Nordkurdisk (Kurmanji)

Kurmanji er den mest udbredte kurdiske dialekt. Der tales af 15-20 millioner i Tyrkiet, Syrien, Irak, Iran og Armenien. Siden 1930'erne er Kurmanjidialekten skrevet med det latinske alfabet og sproget er i øjeblikket i en udvidelsesproces.
Centralkurdisk (Sorani)

Centralkurdisk tales af en anslået 7 millioner kurdere i store dele af irakisk Kurdistan og den iranske Kurdistanprovins. Sorani er en skriftlig standard for centralkurdisk, udviklet i 1920'erne (opkaldt efter den historiske Soran Emirat), og blev senere vedtaget som standardiseret retskrivning af kurdisk som officielt sprog af Irak.
Sydkurdisk

Sydkurdisk tales af omkring 3 millioner kurdere i Kermanshah og Ilam-provinserne Iran og i Khanaqin-distriktet i det østlige Irak.

## Alfabeter
Kurmanji Alfabet

Den Kurmanji kurdiske dialekt indeholder 31 bogstaver. Der er syv vokaler i dette alfabet, fire korte og tre lange. De lange vokaler er (E, I og U), og de korte er (A, Ê, Î, O og Û). Det kurdiske vokalsystem minder meget om det engelske.
A, B, C, Ç, D, E, Ê, F, G, H, I, Î, J, K, L, M, N, O, P, Q, R, S, Ş, T, U, Û, V, W, X, Y, Z
Samme alfabet benyttes ofte også for sydkurdisk med en ekstra vokal tilføjet (Ü), som kan sammenlignes med det danske Y.
Sorani Alfabet

Den Sorani kurdiske dialekt bliver hovedsageligt skrevet ved at bruge et omdannet arabisk-baseret alfabet med 33 bogstaver. I modsætning til det arabiske alfabet, er vokaler obligatoriske, hvilket gør Sorani nemt at læse. Kurdere i Irak og Iran bruger hovedsageligt dette alfabet, selvom man også skriver på Kurmanji.
ى, ێ, ﮪ , ﻭﻭ, ﻭ , ﯙ , ﻥ , ﻡ , ﻝ, ڵ, ﮒ, ﮎ, ﻕ, ڤ, ﻑ, ﻍ, ﻉ, ﺵ, ﺱ, ﮊ, ﺯ, ڕ, ﺭ, ﺩ, ﺥ, ﺡ, ﭺ, ﺝ, ﺕ, ﭖ, ﺏ, ﺋ, ﺍ
Samme alfabet benyttes også ofte for sydkurdisk med en ekstra vokal tilføjet (ۊ), som kan sammenlignes med det danske Y.
Det kyrilliske alfabet

Det tredje skriftsprog, bliver brugt af få Kurmanji-talende kurdere i det tidligere Sovjetunionen, der bruger et omdannet Kyrillisk alfabet som består af 32 bogstaver.
А, Б, В, Г, Д, Е, Ә, Ж, З, И, Й, К, Л, М, Н, О, Ö, П, Р, С, Т, У, Ф, Х, Һ, Ч, Ш, Щ, Ь, Э, Q, W

## Beslægtede ord
Der er mange beslægtede ord mellem kurdisk og dansk samt andre europæiske sprog for eksempel: 
| Kurdisk | Andre Indo-europæiske sprog |
| ------- | --------------------------- |
| hesp    | hest                        |
| zanîn   | znać (polsk - vide)         |
| bira    | bror                        |
| mêrû    | myre                        |
| qaz     | gås                         |
| mêr     | mand                        |
| stêr    | stjerne                     |
| rovî    | ræv                         |
| meydan  | midte                       |
| erd     | earth (engelsk - jord)      |
| lêv     | lèvre (fransk - læbe)       |
| neynûk  | negl                        |
| dot     | datter                      |
| tû      | du                          |
| nihe    | nu                          |
| nû      | ny                          |
| min     | min                         |
| navik   | navle                       |
| neh     | ni                          |
| deh     | ti                          |
| dido    | deux (fransk - to/2)        |
| penc    | pięć (polsk - fem/5)        |
| ebrû    | bryn                        |
| şeş     | seks                        |
| ling    | leg (engelsk - ben)         |
| didan   | dens (latin - tand)         |
| na      | nej                         |